# نورالحق علومی
نورالحق علومی (متولد ۲۵ اسد/مُرداد ۱۳۲۰ کابل) یک سیاست‌مدار اهل افغانستان، نماینده مردم قندهار در دوره پانزدهم ولسی جرگه و وزیر سابق وزارت امور داخله افغانستان است او به عنوان یک فرمانده نظامی با درجه ژنرالی در دولت‌های کمونیستی و مجاهدین و دولت حامد کرزی فعالیت داشت. در حال حاضر رهبر حزب متحد ملی افغانستان که از احزاب چپ‌گرا و سکولار در افغانستان است میباشد.

## تولد و تحصیلات
علومی در تاریخ ۲۵ اسد/مُرداد ۱۳۲۰ در ولایت کابل به دنیا آمد و از دانشگاه کابل در سال ۱۳۴۵ در رشته نظامی فارغ‌تحصیل شد. او در سال‌های ۱۳۴۹ تا ۱۳۵۱ در ایالات متحده آمریکا و در سال‌های ۱۳۶۵ تا ۱۳۶۶ در اتحاد جماهیر شوروی دوره‌های نظامی را گذرانده‌است.

### جنگ داخلی افغانستان
جنرال علومی در دوره حکومت کمونیستی در سمت‌هایی مانند فرمانده ارتش شماره یک مرکز (رئیس ارکان و اردوی شماره یک) فرمانده ارتش شماره دو در قندهار رئیس انتظامات منطقه جنوب (زون شماره دو) شامل (ولایات قندهار، هلمند، زابل و ارزگان) فعالیت داشته و در سال ۱۳۷۰ از خدمت بیرون شد.
پس از شکست حکومت کمونیستی و تشکیل حکومت توسط مجاهدین افغان او به افغانستان بازگشت که با جنگ‌های داخلی بین مجاهدین روبرو شد و دو برادر او در این نبردها کشته شدند. سپس از کشور بیرون شد و در سال ۱۳۸۰ اقدام به راه اندازی و تأسیس حزب وطن (ح.د.خ. ا) کرد که پسانتر در سال ۱۳۸۲ بنام حزب متحد ملی افغانستان فعالیت خود را در افغانستان آغاز نمود.

## فعالیت‌های سیاسی
علومی به عنوان یک عضو پارلمان از ولایت/اُستان قندهار در سال ۲۰۰۵، با ۱۳٬۰۳۵ از مجموع ۱۷۸٬۲۶۹ رأی انتخاب شد. قیوم کرزی، برادر بزرگتر رئیس‌جمهور حامد کرزی، در این انتخابات تنها فردی بود که از او رأی بیشتری آورد. .
او از سال ۱۳۹۴ به سِمت وزیر امور داخله دولت وحدت ملی افغانستان انتخاب شد نورالحق علومی تا ماه حوت/اسفند ۱۳۹۴ وزیر داخله بود و پس از آن از وظیفه کناره‌گیری کرد (استعفا داد).

### دیدگاه‌های سیاسی
علومی معتقد است که مداخله شوروی در افغانستان تنها به دستور افغانستان انجام شد، و اقدامات شوروی در درگیری در حمایت از دولت افغانستان بود.
علومی افزایش فعالیت طالبان در جنوب افغانستان را شکست دولت افغانستان برای ایجاد یک دولت عادل و عاری از فساد دانسته‌است.

## زندگی شخصی
برادر بزرگتر علومی شخص قدرتمندی در دولت نجیب الله بود و توسط مجاهدین کشته شد. علومی به زبان‌های فارسی، پشتو، انگلیسی و روسی روان صحبت کرده می‌تواند. علومی دو دختر و یک پسر دارد که همه آن‌ها در کشور هلند زندگی می‌کنند.

## در دوره اشرف غنی
حضور او در دولت وحدت ملی با جنجال همراه بود، پس از معرفی به عنوان وزیر کشور/داخله افغانستان اتهام داشتن تابعیت دوگانه ایشان مطرح شد که طبق قوانین افغانستان هر فردی که تابعیت دوگانه داشته باشد نمی‌تواند به سمت وزیر انتخاب شود. اما ایشان با ارائه اسناد ثابت ساخت که تابعیت دوم خود را باطل ساخته و توانست رأی اعتماد پارلمان را بگیرد. در دوره وزارت ایشان در افغانستان مشکلات امنیتی فراوانی به وجود آمد از جمله سقوط مناطق مهمی به دست طالبان باعث شد توسط پارلمان استیضاح شود. در جلسه استیضاح ایشان توانستند دوباره رأی اعتماد بگیرند. پسانترها با افزایش ناامنی در افغانستان از جمله حمله به کارمندان شبکه طلوع و دیگر مسائل امنیتی دیگر، از سمت خود کناره‌گیری کرد و رئیس‌جمهور اشرف غنی با پذیرفتن استعفا تاج محمد جاهد را جانشین او کرد.

## انتخابات ریاست‌جمهوری ۱۳۹۸
علومی به همراه بشیر بیژن (معاون اول) و نعیم غیور (معاون دوم) خود را برای انتخابات ریاست‌جمهوری ۱۳۹۸ نامزد کرد.